# Morgan Hill
Morgan Hill er en by i Santa Clara County i Californien, ved den sydlige spids af Silicon Valley. Den havde 42.948 indbyggere i 2015, og dækker et areal på 33,36 km².